# فرودگاه کاماریلو
فرودگاه کاماریلو (به انگلیسی: Camarillo Airport) با کد های (ICAO: KCMA, FAA LID: CMA) یک فرودگاه همگانی بهره‌برداری هوایی است که یک باند فرود آسفالت و بتن دارد و طول باند آن ۱۸۳۳ متر است. این فرودگاه در شهر کاماریلو، کالیفرنیا کشور ایالات متحده آمریکا قرار دارد و در ارتفاع ۲۳ متری از سطح دریا واقع شده‌است.